# Eragon
Eragon là một tiểu thuyết giả tưởng được xuất bản lần đầu vào năm 2003. Đây là phần đầu của bộ truyện Di sản kế thừa, thuộc thế giới huyền thoại hư cấu mang tên Alagaësia của nhà văn người Mỹ Christopher Paolini.
Câu chuyện kể về cậu bé Eragon nhặt được một quả trứng kì lạ. Quả trứng ấy nở ra một con rồng cái và được Eragon đặt tên là Saphira. Eragon phải mang trọng trách của một kị sĩ rồng để cứu vương quốc Alagaësia khỏi bàn tay bạo chúa Galbatorix, người cai trị Alagaësia cũng như tìm lại nguồn gốc của chính mình.
Eragon là sách bìa cứng bán chạy thứ ba của năm, là sách bìa mềm bán chạy thứ hai của năm 2005, và đã lọt vào danh sách những sách bán chạy trong 121 tuần không liên tiếp do New York Times bình chọn.
Eldest (Đại ca), là quyển sách thứ hai của bộ truyện Di sản kế thừa đã xuất bản vào ngày 23 tháng 8 năm 2005.
Brisingr (Hỏa kiếm) là quyển thứ ba được ra mắt ngày 23 tháng 9 năm 2008
Eragon cũng đã được chuyển thể thành bộ phim cùng tên, ra mắt vào ngày 15 tháng 12 năm 2006. Trái với tiểu thuyết, bộ phim được đánh giá không cao vì không thể hiện hết được nội dung của truyện cũng như diễn xuất của diễn viên.

## Cốt truyện
Eragon sống với người cậu Garrow và anh họ Roran trên một cánh đồng ở vùng nông thôn trong một ngôi làng được gọi là Carvahall. Trong một chuyến đi săn ở vùng Spine, Eragon tình cờ nhặt được một quả trứng chói sáng màu xanh lam. Vài ngày sau, quả trứng nở ra một cô rồng con xinh xắn. Eragon đặt tên cô rồng là Saphira, dựa theo câu chuyện về người kể chuyện trong làng- ông Brom. Eragon bí mật nuôi dưỡng Saphira cho đến khi hai tên tay sai của vua Galbatorix là Ra'zac đến Carvahall truy tìm quả trứng. Eragon và Saphira cố gắng chạy thoát bằng cách lẩn trốn trong rừng nhưng cậu Garrow đã bị thương nặng và ngôi nhà của họ bị bọn Ra'zac thiêu rụi. Eragon, Saphira cùng ông Brom lên đường rời khỏi Carvahall để trả thù cho cậu mình.
Eragon trở thành một kị sĩ rồng. Trên đường đi, Eragon học đấu kiếm, ma thuật, cổ ngữ và cách để trở thành một kị sĩ rồng từ ông Brom. Cuộc hành trình dẫn họ đến thành Teirm, nơi họ tìm thấy dấu vết của bọn Ra'zac ở Dras-Leona. Trước khi rời khỏi Teirm, Eragon đã có cuộc trò chuyện với bà phù thủy Angela, người cảnh báo cho cậu biết có nhiều nguy hiểm đang chực chờ cậu.
Đến Dras-Leona, họ cố gắng thâm nhập thành phố nhưng Eragon đã chạm trán bọn Ra'zac ở một thánh đường trong thành phố. Do kẻ thù quá mạnh họ phải chạy trốn nhưng chỗ cắm trại đã bị phục kích. Mặc dù, Murtagh, một người lạ mặt đã cứu họ, Brom bị thương nặng và qua đời ngay sau đó. Trước khi chết, ông hé lộ cho Eragon rằng ông cũng đã từng là một kị sĩ rồng và con rồng của ông cũng có tên là Saphira.
Murtagh trở thành bạn đồng hành mới của Eragon. Họ đi đến Gil'ead để tìm Varden, một nhóm quân cách mạng muốn lật đổ Galbatorix. Ngay khi vừa đến Gil'ead, Eragon bị bắt và bị nhốt ở một nhà lao mà cũng chứa một người phụ nữ mà cậu đã từng mơ thấy trong suốt chuyến đi. Khi đã ra khỏi nhà lao, Eragon khám phá ra cô là một tiên nữ. Murtagh và Saphira xuất hiện và giải cứu họ. Không may một tà thần tên là Durza hiện ra và ngăn họ. Murtagh giương cung vào đôi mắt của Durza và hắn biến mất sau đó.
Sau khi đã trốn thoát, Eragon được biết cô tiên nữ mà mình cứu được tên là Arya. Arya cũng nói cho họ biết rằng cô đang bị trúng độc và chỉ có Varden mới có thể cứu được cô. Arya dẫn đường cho họ đến Tronjhiem, một thành phố nằm trong ngọn núi Farthen Dûr, ẩn sau dãy núi dãy núi Beor và là nơi đóng quân của Varden. Eragon, Saphira, và Murtagh lên đường tìm quân Varden để cứu tính mạng của Arya cũng như tránh khỏi cơn thịnh nộ của Galbatorix.
Khi họ đến Farthen Dûr, Eragon được đưa đến vị thủ lĩnh của Varden, Ajihad. Ở đó, Eragon biết được quả trứng mà Eragon nhặt được do Arya bảo vệ và cô bị tấn công trên đường chuyên chở đó. Eragon cũng khám ra được tà thần Durza chưa bị tiêu diệt hoàn toàn mà chỉ có thể giết được khi đã tấn công vào trái tim của hắn.
Galbatorix đã phát hiện chỗ ở của Varden và triệu tập bọn quái vật Urgal đến để tiêu diệt họ. Eragon cố hết sức và tiêu diệt được Durza nhưng cậu lại bất tỉnh vì quá mệt. Trong cơn hôn mê, Eragon gặp một người tự nhận mình là 'Người tàn mà không phế', ông khuyên Eragon hãy đến Elesméra để rèn luyện cao hơn. Tiểu thuyết kết thúc khi Eragon bình phục và chuẩn bị cho hành trình mới đến Elesméra.
Khi Eragon tỉnh dậy, nó đã có một vết thẹo lớn dọc sau lưng. Nó thất kinh khi nhận thức được là chỉ đâm chết Durza nhờ may mắn và điều cần thiết nhất bây giờ là phải tu luyện thêm cho bản thân. Đây là kết cuộc của Quyển Một, Eragon quyết định, đúng vậy, nó tìm ra ông già Togira Ikonoka và theo học ông ta.

## Xem Thêm
- Eldest
- Brisingr
- Inheritance
- Harry Potter

## Chi tiết về việc xuất bản
- ISBN 0-9666213-3-6 (Paolin LLC 1st Edition, tháng 2 năm 2002)
- ISBN 0-375-82668-8 (Knopf hardcover, tháng 8 năm 2003)
- ISBN 0-8072-1962-2 (audio cassette, tháng 8 năm 2003)
- ISBN 1-4000-9068-7 (compact disc, tháng 2 năm 2004)
- ISBN 9780375826696 (Knopf paperback, tháng 2 năm 2005)
- ISBN 9780375957048 (Eragon/Eldest Omnibus, tháng 7 năm 2008)